# Casa Terni-Smolars

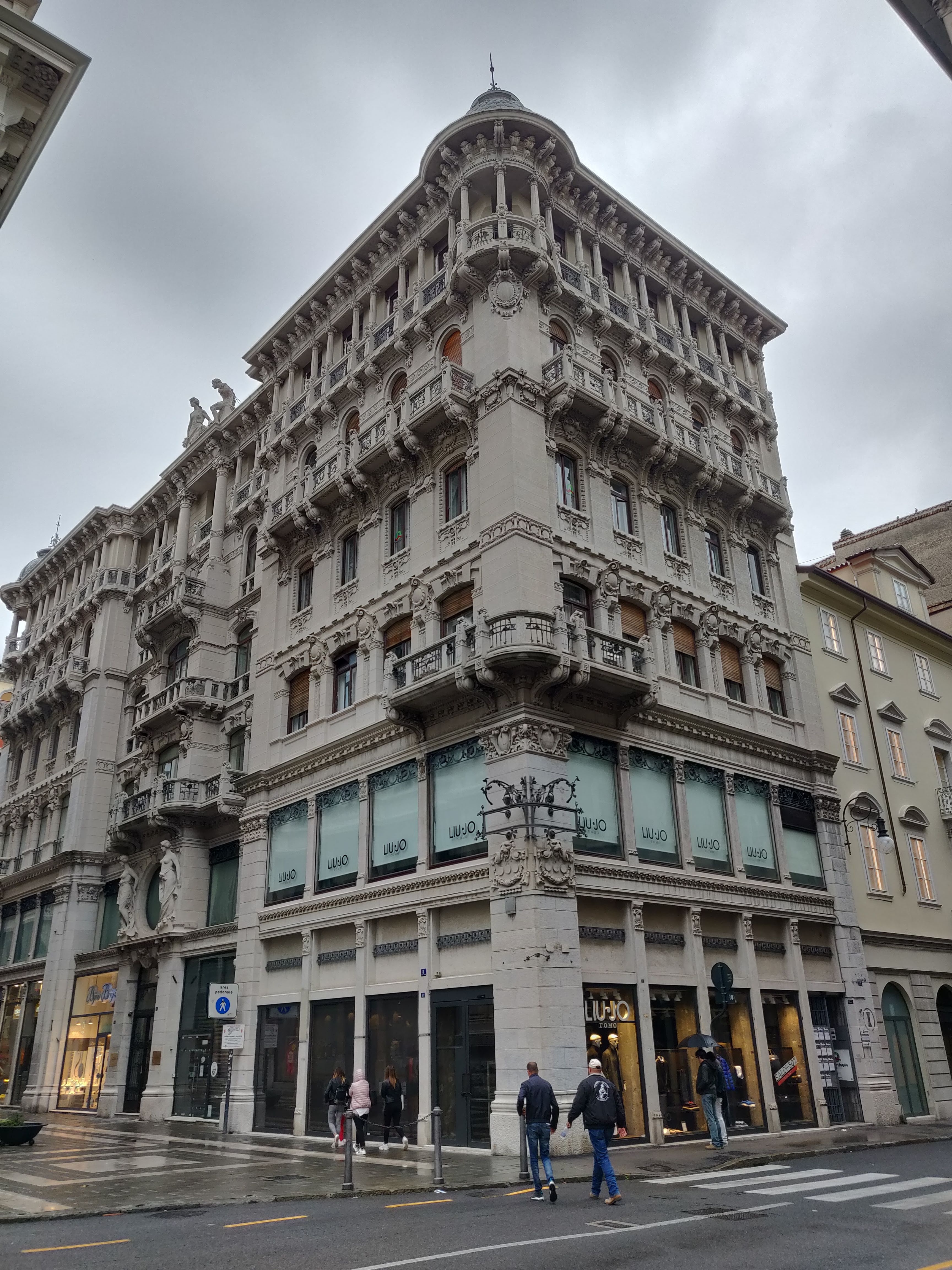
Casa Terni-Smolars in Triest

Das Casa Terni-Smolars ist ein Jugendstilhaus vom Beginn des 20. Jahrhunderts in Triest in der italienischen Region Friaul-Julisch Venetien. Es liegt an der Ecke der Via Dante Allighieri zur Via Mazzini und erstreckt sich bis zur Via San Nicolò.

## Geschichte
Das Haus wurde 1906 vom Architekten Romeo Depaoli im Auftrag des Kavaliers Augusto Terni projektiert. Seinen heutigen Namen trägt das Gebäude seit der Eröffnung des Schreibwarengeschäftes Smolars im Erdgeschoss, das von Costanza Carniel Smolars gegründet wurde.
1970 wurde das Haus im Inneren unter Leitung der Architekten Giampaolo Batoli und Claudio Visitini umgebaut. In den Jahren 1994–1995 kümmerte sich Enrico Colosimo um die Reinigung und Restaurierung der Steinfassaden zur Via San Nicolò und zur Via Dante Allighieri.

## Beschreibung

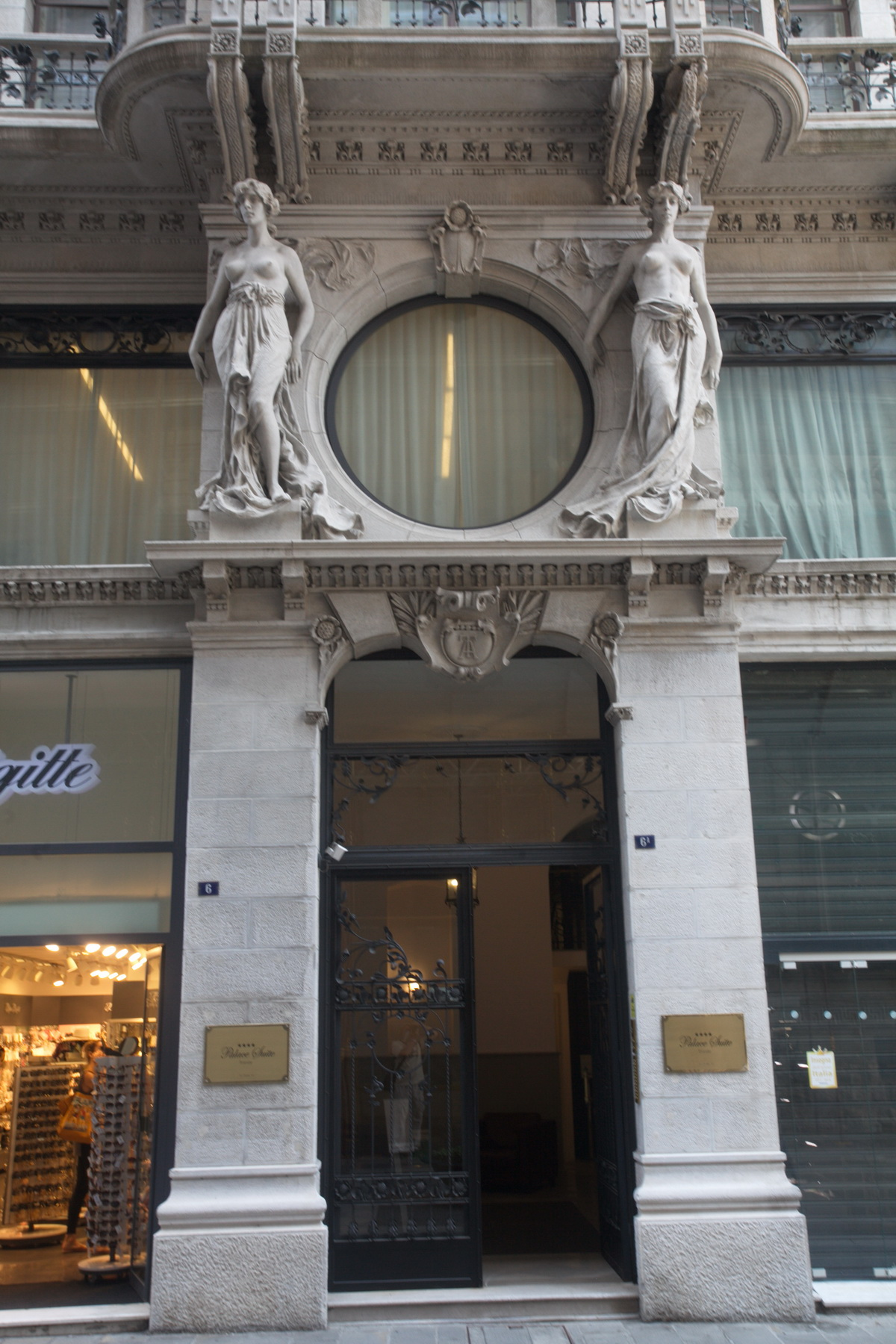
Eingang mit dem kreisrunden Fenster

Das Haus, das drei Fassaden zu drei verschiedenen Straßen besitzt, besteht aus drei definierten Baukörpern, einem Mittelbau, der leicht vorsteht, und zwei Seitenflügeln. Die Hauptfassade ist von einem dauernden Wechsel zurückgesetzter und vorspringender Gebäudeteile, kleinen Säulen und kleinen Terrassen, Lisenen und Pilaster beseelt, die zusammen die ungewöhnlich plastische Zier des Hauses bilden. Es handelt sich um eines der bekanntesten Beispiele von Jugendstil in Triest.
Das Erd- und das Zwischengeschoss, die als Ladengeschäft dienen, sind durch große Glasflächen gekennzeichnet, inspiriert durch die in den Projekten von Max Fabiani. Über dem Haupteingang liegt ein großes, kreisrundes Fenster, das zur Zier zwei seitlich aufgestellte, weibliche Figuren hat; sie schuf Romeo Rathmann, der auch für die behauenen Figurengruppen auf dem Dach verantwortlich war. Die Fenster im ersten und im zweiten Obergeschoss sind mit Korbbögen versehen. Ebenfalls im ersten Obergeschoss sind zwei Eckbalkone angebracht, die noch mehr Bewegung in die Fassade bringen. Die Fensteröffnungen im dritten Obergeschoss mit Rundbögen gehen auf Balkone hinaus, die mit schmiedeeisernen Gittern mit floralen Motiven verziert sind. Das oberste Stockwerk des Hauses schließlich hat eine umlaufende Loggia, über der ein vorspringendes Traufgesims angebracht ist, das sich an den Gebäudeecken zu zwei Kuppeln aufschwingt.